# 中心新村
中心新村（英語：Heart Village），位於臺北市北投區林泉里，是三軍總醫院北投分院（簡稱北投醫院）的眷村，前身是日本陸軍臺北衛戍病院北投轉地療養所，在日俄戰爭時容納大量經由新北投車站後送的日本傷兵。第二次世界大戰後警備總部接收北投醫院，並且使用日軍移交之房舍當作國軍宿舍，依地勢建造有機擴建，具有溫泉公共澡堂的軍醫眷村聚落。眷村原有眷戶計79戶，均為醫院之員工眷屬，屬國防部列管之中小型眷村。
北投中心新村為國防部通過全臺13處眷村保存區之一，也是台北市少數僅存規模完整之眷村，更為全臺唯一的溫泉軍醫眷村。 中心新村眷舍與周邊軍事單位衛戍醫院及三軍總醫院北投分院 有著密切的之空間社會關聯，加之完整保存不同時期之眷舍建築類型，揉合北投特有的歷史脈絡、溫泉文化與生活記憶，使中心新村成為北投重要的歷史現場。
透過聚落維運與保溫計畫，策辦展演及教育推廣活動，推動聚落保存及再發展工作，促進眷村文化保存。同時串聯新北投周邊自然與人文景點，活化社區及在地文史資源，展現北投多元豐富的社區故事。

### 保存動機與背景：萌芽期（1993-2007）
中心新村的保存動機可追溯至1993年，中心新村自治會（下稱自治會）會長張聿文（眷村第二代），因村內發生眷戶遭逮捕拘禁事件，促使張聿文開始投入公共事務，成立林泉社區發展協會(1995)，並選上林泉里里長(1998)，積極參與北投社區人文生態相關議題，並透過各種管道呼籲保存中心新村，成功引起市府與媒體的關注。依據2002年臺北市政府文化局（下通稱文化局）委託專業團隊評比結果，中心新村是繼四四南村外，最具保存價值的眷村。

### 以《文資法》全村保存：倡議期（2007-2015）
2009年由自治會、林泉里社區、淡江大學畢業生（曹羅羿老師指導）、外省臺灣人協會及喬大文化基金會共同提案以中心新村為主題，參加荷蘭鹿特丹建築雙年展「離散(diaspora)單元」，將中心新村帶到國際視野，獲得臺灣媒體的諸多報導。文化局於同年委託團隊針對中心新村進行調查研究，由時任文化局局長謝小韞於2010年依《眷改條例》提送眷村保存計畫向國防部申請設立眷村保存區，隔年中心新村依《文資法》登錄「聚落建築群」，並經行政院於2012年核定為全臺13保存區之一後。
保存底定後，如何活化再利用遂成為重要議題。因此文化局持續與自治會合作舉辦願景工作坊，由張中模（張聿文之子，眷村第三代）引入年輕創意思維，開辦冬令營、Working Holiday等活動集思廣益，另委託台北市文化基金會舉辦Idea Taipei創意工作營，產出許多創意提案。
然而臺北市政府與國防部在容積移轉、都計變更及權責疑義上始終無法達成共識，2015年時任臺北市議員吳思瑤、潘懷宗、王威中等人共同召開記者會現勘，與時任立法委員鄭麗君持續關注保存區提案進度。同年11月市議員吳思瑤在臺北市眷村文化節邀請時任文化局長倪重華、都發局長林洲民討論因應措施。此階段，政府及社區對未來的規劃已逐步形成共識。

### 市府與社區協力推廣：保溫期（2016-2020）
2016年7月，在立法委員吳思瑤及劉世芳主持邀請下，臺北市政府與國防部達成共識，由文化局進行「北投中心新村代管保溫計畫」，啟動「中心新村修復暨再利用工程」、申請文化部「再造歷史現場計畫」，全區修復總經費5.3億（中央補助2.5億、市府自籌2.8億）。在各方努力下， 2017年中心新村第一期修復工程啟動，2018年1月24日文化局舉辦「北投中心新村聚落傳瓦迎春祈福活動」邀請約30多名原眷戶傳屋瓦迎新春，祈求工程順利。第二期工程則於2020年4月啟動，預計2022年底竣工。

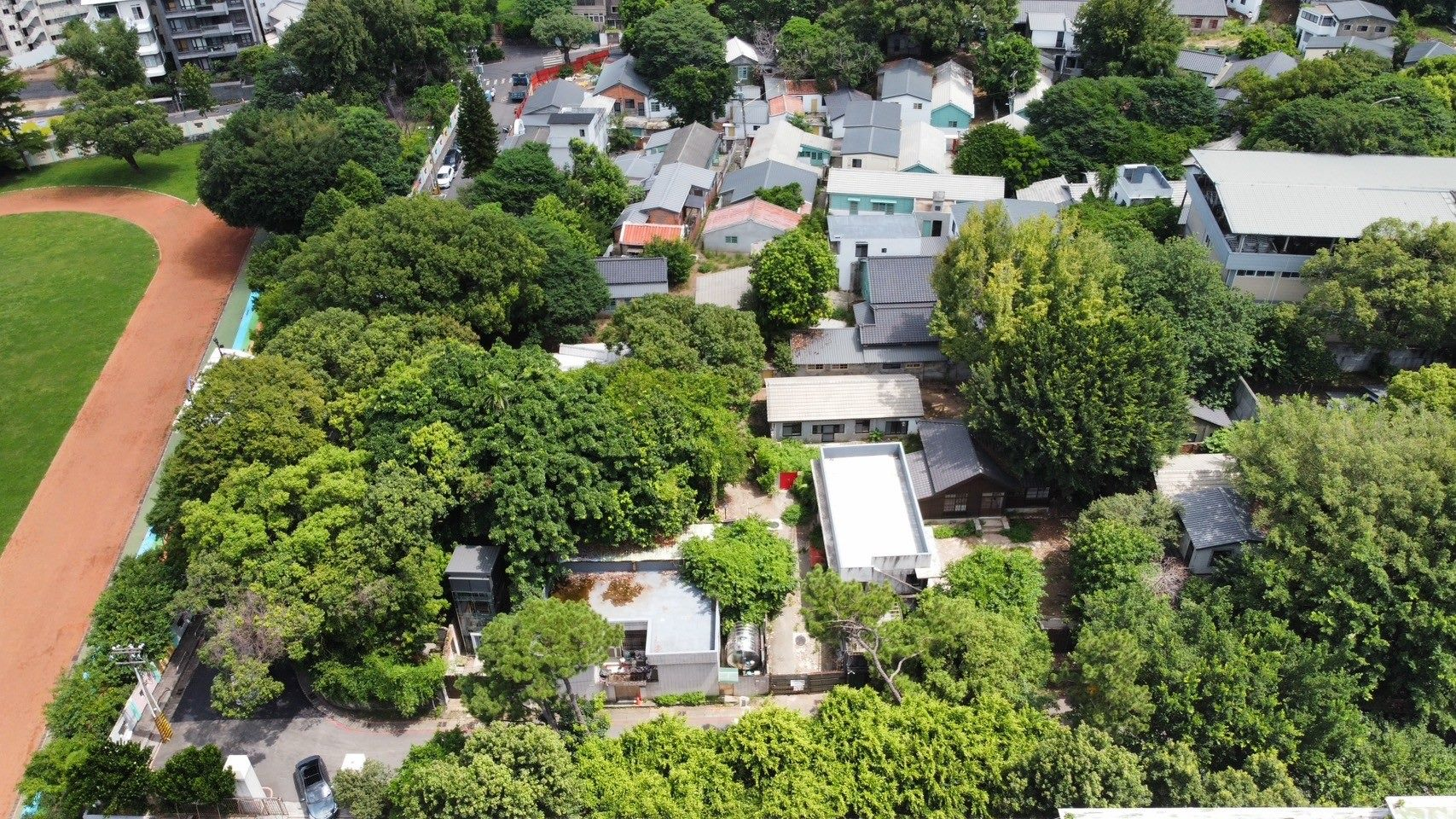
北投中心新村聚落空拍照

社區方面，因應原眷戶遷出，自治會宣布解散，另成立「社團法人台北市眷村心文化協會」（Taipei Heart Village Association, THVA），與文化局協力執行「北投中心新村眷村保溫活化推動計畫」，設立保溫駐地工作站，同步成立眷村心文化學院及台北眷村文化資訊中心，在2017至2020年間，分別進行眷村文化推廣創新活動及文物普查計畫，以期透過活動、照片及物件形塑中心新村早期生活樣貌與共同記憶。 

### 台北市文化基會進駐
文化局於2019年委託專業顧問團隊針對中心新村營運模式進行可行性評估，在市場面、法律面、工程技術面、財務面等各項評估指標分析下，提出建議方案。在比較機關管理策略、招商與營運、外部效益等評估結果，建議以「全區指定文基會運用」作為未來北投中心新村營運模式，可兼顧政策性、公益性及創意性，並具備各項藝文設施與業務執行經驗、組織架構彈性等優勢。
因此文化局於2021年指定台北市文化基金會經營管理北投中心新村。未來將以臺北市眷村推廣基地為規劃方向，納入北投溫泉無圍牆博物館，結合新北投周邊自然與人文景點，活化社區及在地文史資源，策辦展演及教育推廣活動，推動眷村保存及再發展工作，展現北投中心新村多元豐富的眷村文化內涵及人文風貌。

## 建築特色

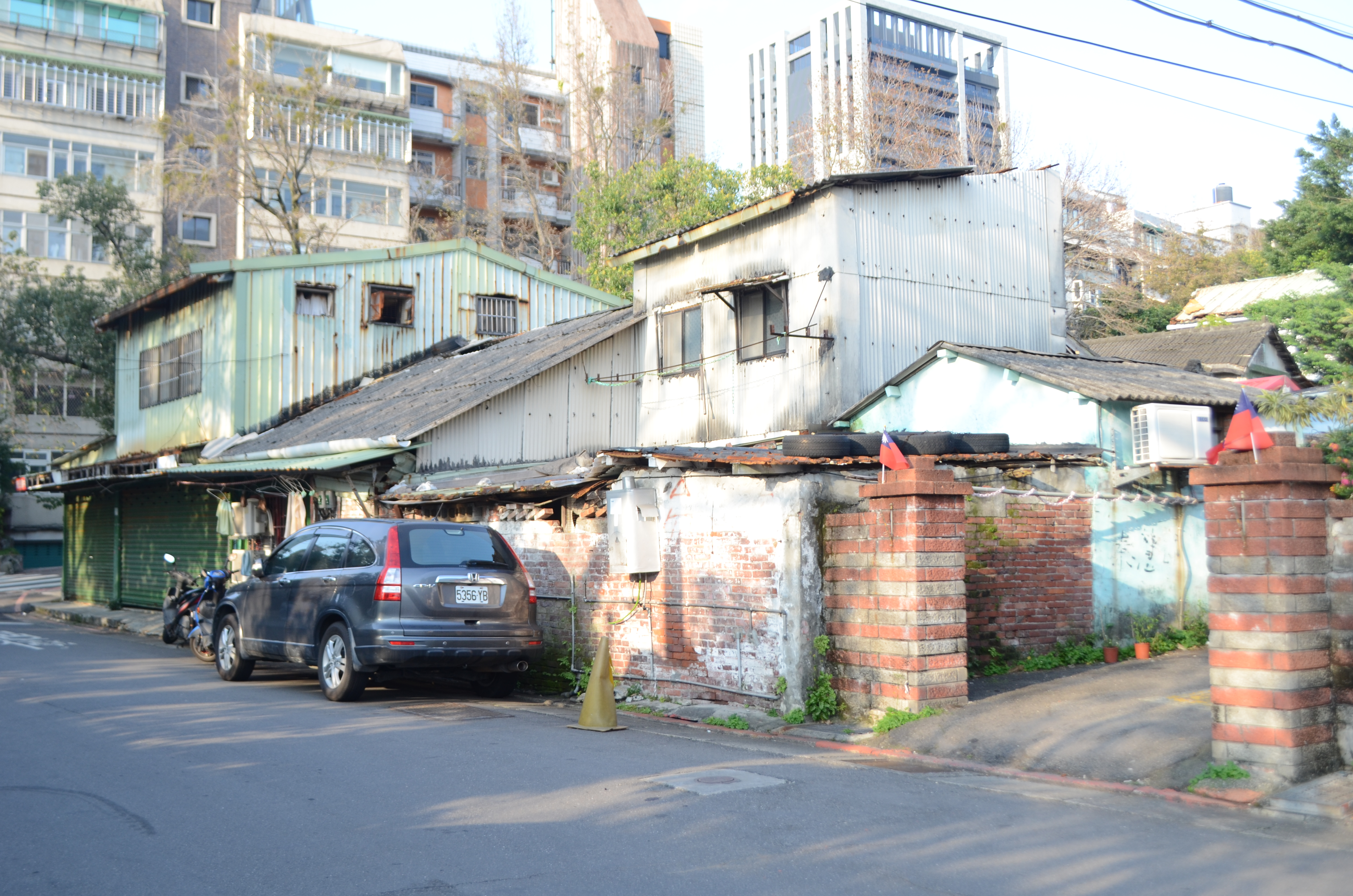
中心新村

中心新村包含村外散戶，總占地約1.3087公頃，眷戶登記有74戶、違占戶有5戶，共約79戶，包含一戶村外散戶，散戶歸村。
中心新村房舍可分成大致三種類型：
- 日移眷舍，由日軍的宿舍、倉庫、馬廝、太平間等改建而成
- 婦聯會興建，七棟木造水泥瓦眷舍
- 撥地自建並列管的住宅，為閩南式磚房、水泥磚房與鐵皮屋

## 歷史

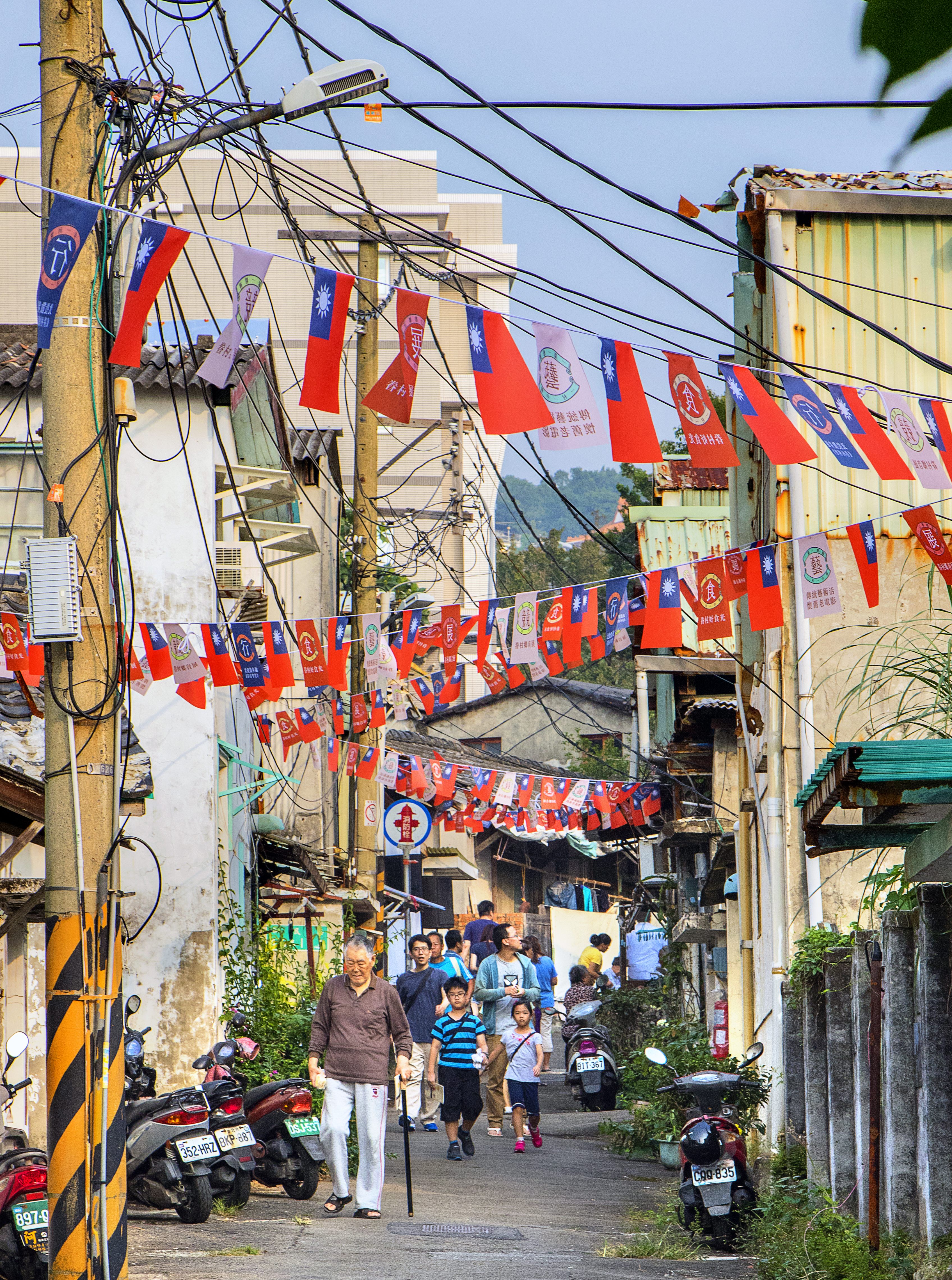
中心新村街景

- 1894年：德商公泰洋行駐臺代理領事Ohly, R. N. (Richard Nikolaus Ohly)[1]開設北投第一間溫泉設施—磺泉俱樂部，亦稱硫磺泉俱樂部[2]。
- 1898年：「日本陸軍臺北衛戍醫院北投庄分院暨轉地療養所」竣工，在日俄戰爭時期容納最多日本傷患[3]。
- 1945年：臺灣光復後，警備總部及國際紅十字會接收臺北衛戍病院及其眾多分院，吳國興上校擔任海陸空第一總醫院院長（三軍總醫院前身）。北投分院日式房舍改為國軍宿舍，即中心新村最初原型[4]。
- 1959年：北投分院院長朱集賢擔任第一任村長[5]。
- 1993年：中心新村自治會長張聿文受啟發，開始投入參選林泉里里長及中心新村保存運動。[6]
- 1999年：中心新村自治會長張聿文協助臺北市新聞處辦理眷村影像田野調查：《寄情眷村時》[7]。
- 2001年：臺北市政府文化局長龍應台視察中心新村提出｢眷村活保存」及「活的博物館」等願景想像[8][9][10]。
- 2002年：臺北市政府文化局委託《臺北市眷村文化保存調查研究》，評比中心新村為臺北市繼四四南村最有保存價值的眷村[11]
- 2003年至2008年，中心新村受到的社會關注銳減。
- 2009年：曹羅羿受 OURs 都市改革組織的邀請，於淡江大學建築系開設建築設計課程，以「重構中心」為主題設計提案，並將中心新村的設計與研究成果，參加第四屆荷蘭鹿特丹建築展「開放城市：設計共生」，三大主題館之一平行案例館的「離散（diaspora）」單元，藉此媒體採訪與提高知名度，使官方開始重視中心新村的保存。[12]
- 2010年：臺北市政府文化局長謝小韞將中心新村提送國防部眷村保存區審查。

### 中心新村登錄為聚落建築群
- 2011年：中心新村依《文資法》登錄為聚落建築群。
- 2012年：中心新村經行政院核定為全臺13處眷村保存區之一。
- 2012年4月：臺北市政府文化局長劉維公回函國防部，中心新村不續參加眷村文化保存區複查。
- 2012年10月至2013年1月：臺北市政府文化局委託林泉社區發展協會舉辦7場參與式願景工作坊、中心新村二三代交流會、中心新村返回童年冬令營及家訪調查。
- 2015年
  - 3月23日：臺北市議員吳思瑤、潘懷宗共同召開記者會要求文化局繼續參加眷村保存區後續計畫。
  - 3月30日：立法委員鄭麗君、臺北市議員吳思瑤、潘懷宗、王威中共同舉辦中心新村現場會勘，要求國防部不得取消中心新村資格。[13]
  - 7月24至26日，台北市文化基金會舉辦Idea Taipei創意工作營討論中心新村願景規劃[14][15][16]。
  - 9月5日：臺北市政府文化局委託台灣種子文化協會舉辦「2015臺北眷村茶話會」。
  - 10月3日：臺北市政府文化局委託台灣種子文化協會舉辦「2015眷村文化論壇」，談討眷村文化發展與中心新村再利用可能性[17]。
- 2016年
  - 6月25日：臺北市政府舉辦北投再生計畫戶外開講，文化台心新村保存與再造規畫，臺北市政府產發局長林崇傑報告中心新村擬做為臺北市青創基地[18]。北市府擬推中心新村等地參加文化部再造歷史現場計畫[19]。
  - 7月26日：立法委員吳思瑤邀請立法院副院長蔡其昌、立法院國防委員會召委劉世芳、文化部長鄭麗君、國防部副部長李喜明、臺北市長柯文哲、臺北市副市長林欽榮、臺北市政府文化局長謝佩霓召開「中心新村協調會」，取得以下結論：1. 國防部皆同意臺北市所提之中心新村‬「代管保溫計畫‬」、「活化再利用合作計畫‬」提案。且國防部不收任何土地使用租金，然營運成果中央與地方共享。2. 針對以都市計畫進行容積調派之作業，國防部與臺北市將組專案小組長期研議。3. 文化部同意將北投生活環境博物園區計畫‬（內含中心新村保存）納入「‪再造歷史現場‬」計畫，將提撥預算、資源協助。4.文化部同意由社區營造相關預算，補助中心新村保溫計畫。5. 國防部與臺北市政府就本案之代管、保溫（短期計畫）與都市計畫容積調派（長期計畫），立即進行換文、議約程序，即刻啟動共同合作方案[20][21]。
  - 10月臺北市政府文化局委託林泉社區發展協會舉辦「眷村文化節」，開幕式出席貴賓有臺北市副市長陳景峻、臺北市政府文化局長鍾永豐、臺北市議員汪志冰、臺北市議員潘懷宗等。
  - 中心新村與北投溫泉新村（革命實踐研究院「白團」之眷村）、慈光二村（聯勤）與重三新村（政校）共同移居北投復興崗康莊社區（政校後勤區），為新式眷村改建第42案，也是最後一個案[22]。

### 臺北市政府文化局開始修復工程
- 2017年：中心新村第一期修復工程啟動。
- 2017年：中心新村年度展覽「復甦術CPR：村眠不覺曉」開幕貴賓：立法委員吳思瑤、林泉里陳惠華里長、台北市眷村心文化協會張聿文理事長、林泉社區發展協會張中模理事長。[23]
- 2018年：第一期修復工程完成，開放一期示範區參觀。中心新村示範區開幕（5戶），年度展覽「中心新村眷村記憶與生活風格展」開幕貴賓：臺北市長柯文哲、林泉里陳惠華里長、台北市眷村心文化協會張聿文理事長、林泉社區發展協會張中模理事長。[24]
- 2019年：中心新村60週年[5]。年度展覽「溫故織新：北投中心新村60週年特展」開幕茶會出席貴賓：總統府國家安全會議陳文政副秘書長、立法委員陳曼麗、臺北市議員潘懷宗、臺北市文化局蔡宗雄局長、行政院政務顧問吳世哲、林泉里陳惠華里長、臺北市市政顧問台北市眷村心文化協會張聿文理事長、臺北市市政顧問林泉社區發展協會張中模理事長。[25]
- 2020年：中心新村第二期修復工程啟動。中心新村感恩茶敘，年度展覽由五倍創意股份有限公司得標「『活・眷村』北投中心新村眷村空間記憶展」開幕貴賓：總統府國家安全會議陳文政副秘書長、立法委員吳思瑤、國防部軍醫局蔡建松副局長、三軍總醫院北投分院楊斯年院長、三軍總醫院郭紓為前副院長夫人傅靄英女士、柯文哲競選辦公室前主任黃建興、臺北市政府文化局文化局蔡宗雄局長、林泉里陳惠華里長、臺北市市政顧問台北市眷村心文化協會張聿文理事長、臺北市市政顧問林泉社區發展協會張中模理事長。[26]

### 財團法人台北市文化基金會營運時期
- 2021年：
  - 臺北市政府文化局依「臺北市特定文化設施運用辦法」，指定財團法人台北市文化基金會運用管理中心新村。
  - 透過聚落維運與保溫計畫，策辦展演及教育推廣活動，推動聚落保存及再發展工作，促進眷村文化保存。同時串聯新北投周邊自然與人文景點，活化社區及在地文史資源，展現北投多元豐富的社區故事。將中心新村定位為「北投溫泉．無圍牆博物館」腹地，並執行台北市眷村文化推廣業務。
- 2022年：臺北市政府成立眷村專責單位，在財團法人台北市文化基金會下成立眷村部，舉辦北投中心新村新春團拜，到場百位原眷戶。
  - 籌辦展覽《心村‧溫泉癒》、《窗駐時光：記憶中心新村影像展》、《書畫映眷情：中心新村眷戶傅藹英、郭仲琦創作展》。
  - 舉辦眷村年度節慶活動、區域走讀活動、療育共感課程、眷村主題培力課程，串聯北投周邊場館及節慶系列活動，同時進行文物盤點、口述歷史訪談及空間招商規劃等，透過跨領域合作與社區串連，推廣眷村文化整合行銷活動 ，促進在地社區參與並增加觀光價值。 啟發大眾對於眷村文化的理解與興趣，塑造中心新村品牌形象與推廣眷村文化業務。
- 2023年：籌辦常設展《走進中心新村的街談巷語》及特展《心窗：開啟康莊眷戶的記憶之窗》。結合實境解謎遊戲〈無人知曉的眷戀〉，邀請觀眾走進過去的中心新村，沈浸感受眷村的時代氛圍，於此同時再次發生對話、分享記憶，並與ARTOGO合作，以沉浸式虛擬展間的方式在網路上完整重現展場，並透過虛實整合的方式以遊戲加強展覽的趣味性與知識性。

## 影視取景
以下影劇曾在此取景：
- 通靈少女

### 代表書籍
- 台北眷村秘境：時光苒荏的北投溫泉地及中心新村(2022)
- 中心學-北投移民村地景攝影計畫(2020)
- 溫度眷村 ：2019北投中心新村60週年紀念(2019)
- 重構中心：北投中心新村眷村文化保存（2010）
- 時光倒影‧回憶與回味（2009，已絕版）。

1. ↑  故宮博物院明清檔案部、福建師範大學歷史系合編，1985。清季中外使領年表。北京：中華書局。
2. ↑  「北投庄溫泉場買收ノ件」（1895 年 10 月 27 日），〈明治二十八年乙種永久保存第二十一卷〉，《臺灣總督府檔案》。
3. ↑  吳美華，2002。日治時期臺灣溫泉建築之研究。私立中原大學建築研究所，桃園市。
4. ↑  溫度眷村：2019 北投中心
新村 60 週年紀念，2019。臺北：五倍創意。
5. 1 2  溫度眷村：2019 北投中心新村 60 週年紀念，2019。臺北：五倍創意。
6. ↑  張聿文，2011，從參與者的歷史探究里長在社區發展的角色。私立世新大學社會發展研究所在職專班，臺北市。
7. ↑  . 青年日報. 1999-06-10.
8. ↑  . 中國時報p.19. 2002-01-17.
9. ↑  . 中國時報p.13. 2002-03-03.
10. ↑  . 中國時報p.17. 2002-03-23.
11. ↑  . 台北市政府文化局. 2002.
12. ↑  《曹羅羿，2019。〈十年中心努力夢想心中仍存〉，《溫度眷村：2019 北投中心新村 60 週年紀念》。臺北：五倍創意。
13. ↑  . 中國時報. 2015-03-28  [2016-07-17]. （原始内容存档于2016-03-05）.
14. ↑  .   [2016-07-17]. （原始内容存档于2016-10-19）.
15. ↑  .   [2016-07-17]. （原始内容存档于2016-10-18） （中文（臺灣））.
16. ↑  .   [2016-07-17]. （原始内容存档于2016-10-19）.
17. ↑  . 國防大學政治作戰學院. 2015-11-18  [2016-07-17]. （原始内容存档于2020-11-22）.
18. ↑  中時電子報. .   [2016-07-17]. （原始内容存档于2016-08-22） （中文（臺灣））.
19. ↑  中時電子報. .   [2016-07-17]. （原始内容存档于2016-07-17） （中文（臺灣））.
20. ↑  中時電子報. .   [2016-08-02]. （原始内容存档于2016-08-22） （中文（臺灣））.
21. ↑  . m.ltn.com.tw.   [2016-08-02]. （原始内容存档于2016-08-19）.
22. ↑  吳亭秀主編，2016。國軍眷村改建回顧與變遷－竹籬重生樂活家園。臺北：國防部政治作戰局。
23. ↑  《北投限定打卡景點：2017中心新村開展【復甦術CPR：村眠不覺曉】》，2017.10.24。Peopo公民新聞網。連結：https://www.peopo.org/news/349343 （页面存档备份，存于）
24. ↑  《柯P中心新村5戶完工 雞排爺爺：我家變大了》，2018.10.18。Peopo公民新聞網。連結：https://www.peopo.org/news/381407 （页面存档备份，存于）
25. ↑  《北投中心新村60週年 期盼眷村爺奶能當代言台柱》，2019.11.28。Peopo公民新聞網。連結：https://www.peopo.org/news/433109 （页面存档备份，存于）
26. ↑  《北投潛力點-中心新村感恩茶敘》，2020.10.25 。Peopo公民新聞網。連結：https://www.peopo.org/news/490452 （页面存档备份，存于）